# Soverato

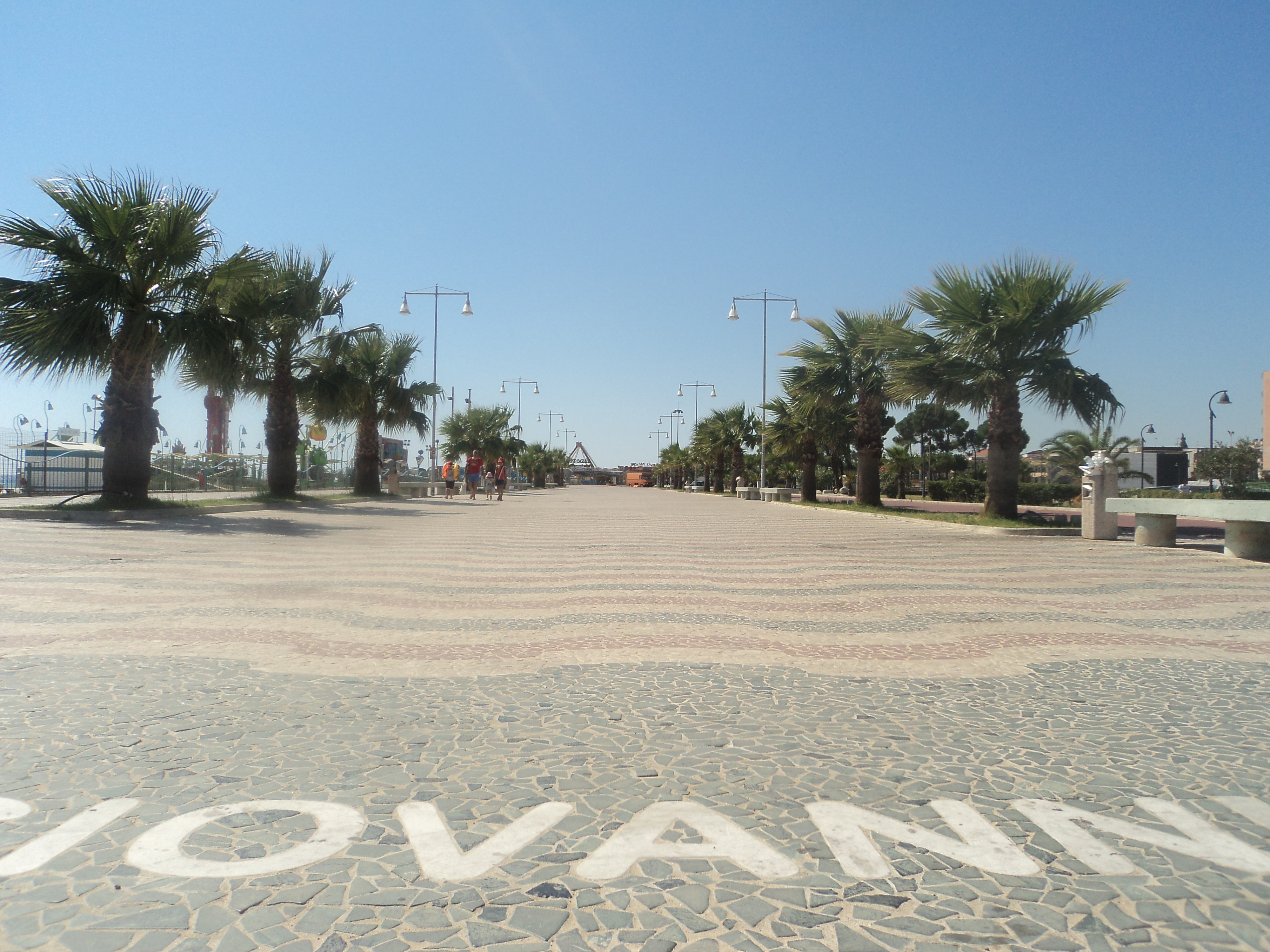
Tratto del lungomare di Soverato

Soverato (Suvaràtu in calabrese) è un comune italiano di 8 435 abitanti della provincia di Catanzaro in Calabria.

## Geografia fisica

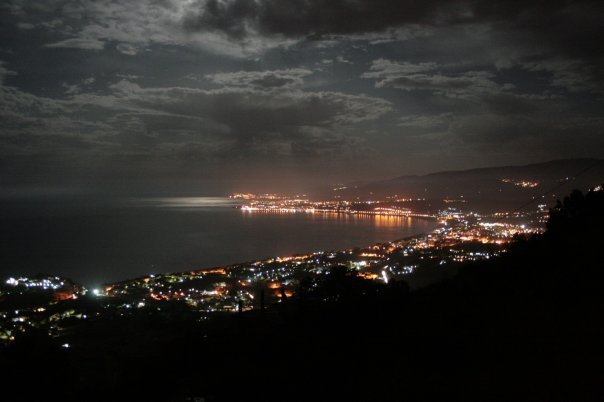
Vista su Soverato

Soverato, incastonata come una perla nel Golfo di Squillace, sorge su una pendice collinare tra le valli dell'antico Caecinus, odierno Ancinale, e quelle del torrente Beltrame.
La baia di Soverato rappresenta l'insenatura più interna del Golfo di Squillace da cui parte l'istmo di Catanzaro.
Soverato è suddivisa in tre zone contingenti, la prima sulla costa (Soverato Marina), la seconda in bassa collina, poco distante e leggermente distaccata dalla prima (Soverato Superiore) e la terza, alla stessa altezza della seconda, rappresenta quel che rimane della vecchia Soverato, distrutta dal terremoto del 1783 (Soverato antica), risalente al IX-X secolo. La popolazione è prevalentemente accentrata nella parte bassa della cittadina.
La sabbia delle lunghe spiagge di Soverato è bianca e fine, le acque cristalline con un fondale sabbioso.

## Origini del nome
L'attuale nome della Città, secondo tradizione, deriva dall'albero del sughero presente in grande quantità all'interno del territorio comunale e nelle zone limitrofe, quest'ultime un tempo parte del territorio di Soverato e oggi appartenenti ad altri comuni.

## Storia[4][5]

### Età del Bronzo
In località San Nicola sono presenti una serie di tombe a grotticelle risalenti a una probabile colonizzazione sicula della costa ionica calabrese durante l'età del bronzo. Alcuni reperti archeologici rinvenuti nel XX secolo sono oggi conservati presso il museo del Parco archeologico di Scolacium.

### Periodo greco-romano
Con l'arrivo dei coloni Greci dell'Attica sulla costa ionica, Soverato passò sotto il dominio di Skylletion, e secondo tradizione locale il centro abitato che si andò a formare prese il nome di Poliporto. Nel XX secolo è stato rinvenuto un tesoretto di monete greche di diverse città – Corinto, Crotone, Elea, Eraclea, Locri, Metaponto, Siracusa, Taranto– risalenti al IV-III secolo a.C., esposte oggi nel museo del parco archeologico di Scolacium. Nel periodo romano, sembra che nella marina di Soverato ci fosse un porto, ma non tutti gli studiosi sono concordi su questo punto. Comunque, sulla spiaggia in località San Nicola, sono stati ritrovati resti di basamenti di magazzini (horrea), in seguito trasformati in cave per macine, che vengono alla luce in occasione di mareggiate. Nello stesso posto, poi, furono rinvenuti i resti di un grosso dolium (recipiente in cui gli antichi conservavano il vino, il grano, o altri prodotti di uso quotidiano) e di alcune monete romane. Secondo leggende locali, durante le Guerre Puniche tra Soverato e Montepaone ebbe luogo una battaglia tra gli eserciti di Annibale e Claudio Marcello.

### Suberatumbizantina e dominio normanno
La nascita dell'antica "Suberatum" sul colle vicino all'attuale Soverato Superiore, risale probabilmente tra il IX e il X secolo, quando i saraceni fondarono emirati lungo le coste calabresi (nel 904 d.C. venne conquistato l'avamposto bizantino di Squillace e fu fondato l'omonimo emiro) e quindi il popolo necessitava di un luogo protetto lontano dalla costa per sopravvivere alle costanti incursioni (inoltre cronache calabresi e bizantine riportano che il generale bizantino Niceforo Foca avesse fatto emanare un decreto, secondo il motto "Ascendant ad montes", il quale stabiliva l'obbligo di trasferimento dei centri costieri in zone interne più sicure, al fine di contrastare le incursioni). Un antico manoscritto del 1096 segnala la presenza di un mulino "…in territorio Suberati". È probabile che il nuovo villaggio sia stato fondato sulle rovine di un antico castrum romano o di una fondazione bizantina (kastron o kastellion), secondo il racconto di un manoscritto tratto dall'Archivio Marincola e datato 1570: "Sito de detta terra sta posta e edificata sopra uno monte a fronte lo levante e circundata tutta de fabrica è torre à torno dentro la qual terra vè la sua chiesa maggiore intitolata santa Maria della Sanità, da ponente detta terra e circundata dal fiume nominato Vetrano [Beltrame] dentro la qual terra nel prio eminente loco cioè il sito ove era primo il castello nello quale se vedano molti fabrichi Antique et difatte dette fabrice son della corte de sua Jurisditione…".
In seguito alle Guerre Bizantino-Normanne, la Calabria passò sotto il dominio della casata Altavilla. Soverato probabilmente divenne normanna dopo la definitiva caduta di Squillace nel 1059 e appartenne forse al neocostituito feudo, assegnato prima a Guglielmo e poi al Gran Conte Ruggero: il feudo di Squillace era infatti l'unica "
Universitas della zona, cioè un Comune con personalità giuridica e autonomia amministrativa, mentre gli altri centri erano casali; tra questi, anche Petrizzi e Argusto appartenevano alla sua giurisdizione.

### Periodo svevo
Durante questo dominio, iniziato verso il 1194, si hanno notizie più dettagliate sui vari feudatari di Soverato; a Ferdinando Passalacqua, nel 1213, Federico II concesse il feudo di Soverato e gli diede l'investitura da cavaliere. Ferdinando fu capostipite di una famiglia che godette nobiltà fino all'avvento degli Angioini (1266).
In un documento di età angioina il quale attesta la cessione di Soverato alla famiglia Passalacqua, il paese viene riportato come oppidum, ovvero come insediamento cittadino fortificato.

### Periodo angioino
Nel 1271 Soverato passò per accordi con il re Carlo I dalla famiglia Passalacqua a Giovanni De Montfort-Castres e al fratello Simone, feudatario anche del feudo di Satriano e della Contea di Squillace; negli anni a seguire si verificò un continuo avvicendarsi di signori feudali,, legati, ora agli Angioini, ora agli Aragonesi. Verso la fine del XIII secolo, ai De Montfort-Castres subentrò Giacomo II Castrocucco su concessione di re Carlo II; dopo un breve periodo sotto l'egida della Baronia di Mileto (famiglia Sanseverino), nel 1317 il paese passò a Tommaso Marzano, I conte di Squillace, e ai suoi successori; nel 1436 Antonio Marzano lo concesse a Guglielmo dei Passalacqua, famiglia che dopo oltre due secoli ne riotteneva il possesso.

### Periodo aragonese
Il 1443 segnò l'avvento del dominio Aragonese; durante il regno di Alfonso I, Guglielmo perse il feudo, forse per ribellione o per altri intrighi di corte, e il re lo concesse a un certo Valentino Claver. In seguito, per alcuni anni Soverato, come molti centri calabresi, fu Comune demaniale. Nel 1483 passò a Federico d'Aragona. A partire da questa data si hanno notizie abbastanza precise circa l'ampiezza della popolazione, numerata per fuochi, ovvero per nuclei familiari.

### Soverato alla Famiglia Borgia (XV-XVI Sec.)
Nel 1494 Soverato fu donata in dote dal padre Alfonso II, nuovo re di Napoli, alla figlia Sancia d'Aragona, andata in sposa a Goffredo Borgia, figlio di papa Alessandro VI; a quel tempo il paese faceva parte del Principato di Squillace. I Borgia lo mantennero per quasi un secolo.
Attorno al 1490 padre Francesco Marini da Zumpano fondò il monastero della Pietà (oggi territorio di Petrizzi), che divenne centro della riforma Agostiniana propugnata dallo stesso Marini. A lui si deve anche la presenza della Deposizione marmorea, detta Pietà, scolpita a Palermo nel 1521 da Antonello Gagini, oggi conservata nella chiesa matrice della città.

### XVI secolo e le incursioni turche
Intorno alla seconda metà del 1500, per porre rimedio alle frequenti incursioni saracene, Carlo V, anche Re di Sicilia ultra farum, ordinò la costruzione di torre costiere a protezione dei centri abitati; tre di queste erano situate nel territorio di Soverato: la Finibus Terrae a Montauro; la Santa Maria di Poliporto, più nota come torre di Galilea o torre di Carlo V, sullo sperone di Spina Santa (l'attuale Panoramica di Soverato); la torre Ravaschiera, nel territorio di Satriano. Durante questo secolo Soverato giunse alla sua massima espansione territoriale: il suo territorio si estendeva dalla foce del fiume Vetrano (Beltrame) a quella del fiume Ancinale, e comprendeva anche l'entroterra, fino a Gagliato, Argusto, Petrizzi, Montepaone e Olivadi, per poi riscendere lungo l'Ancinale passando per il bivio di Turrati. Inoltre in poco più di un secolo, dal 1447 al 1561, il borgo aveva segnato un costante incremento della popolazione: dai 425 fuochi del 1447, il paese ne registrò 450 nel 1545 e 575 nel 1561. Ebbe fama il dotto predicatore fra' Giacomo da Soverato, monaco cappuccino, che fu padre provinciale e "diffinitore generale" dell'Ordine. Morì a Napoli nel 1594.

#### 1594: Il saccheggio di Bascià Cicala
Il 10 settembre 1594 Scipione Cicala, pirata Turco di origini genovesi, arrivò con novanta galere, risalì il fiume fin sotto le mura del paese e lo attaccò brutalmente, bruciando case, uccidendo abitanti e depredando beni. Durante il trasporto dei beni sulle navi una grossa campana d'oro, probabilmente della chiesa matrice del paese, cadde nel fiume e non fu mai ritrovata.

### Dal 1600 al 1783
Dopo oltre un secolo di possesso ininterrotto, i Borgia cedettero il feudo di Soverato. Nel 1607 Soverato risulta appartenere agli Scoglio, un'agiata famiglia di mercanti che risiedevano a Catanzaro; nel 1610 il feudo passa ai Marincola, famiglia di origine Aragonese, che nel 1625 lo ricedette ai Loffredo; nel 1629 il paese fu concesso alla famiglia Falco; i Marincola lo riacquistarono nel 1634, e lo mantennero fino al XIX secolo.
Questo periodo fu segnato da una serie di forti terremoti, tra i quali quelli del 1627 e dell'28 marzo e 8 giugno 1638, e soprattutto quello del 1659, che misero a dura prova la sopravvivenza del piccolo villaggio provocando una diminuzione costante del numero di abitanti: 510 nel 1635, 315 nel 1648, 195 nel 1669 e appena 110 nel 1679, che rappresenta il minimo storico nella vita di Soverato. Tuttavia, il villaggio ebbe una pronta ripresa demografica, e in poco più di un decennio, dal 1679 al 1691, raggiunse le 300 unità che mantenne fino al 1783.
È giunta a noi anche una piccola descrizione dell'antica Suberatum data 1691 di Giovanni Fiore da Cropani, frate Cappuccino: "Io lo credei d'antica origine, perché così me ne porgono la conghiettura, la positura del sito e la qualità delle mura. E se ne volessimo prestar credenza ad uno scritto à penna, egli è il sopravanzo d'un'antichissima Città, già posta sul lido, e poi rovinata da' Barbari ne' secoli della grazia. E vie più n'è la credenza, dalli molti Villaggi, i quali racchiudeva in quei tempi sotto al suo dominio."

### Il terremoto del 1783
Il 28 marzo del 1783 un violento terremoto scosse l'intera Calabria, sin dalla notte violente scosse che a volte durarono anche più di due minuti rasero al suolo interi paesi, tra cui Soverato. Un documento dell'epoca riporta: "Case distrutte 25 - Danneggiate le mura, il palazzo baronale e la torre". Un altro manoscritto attesta che erano: "…anco offese le mura della Terra, e con essa la Torre della medesima, il palazzo baronale intraperto"; inoltre andarono persi molti manoscritti preziosi.
I danni, stimati in Ducati, furono altissimi: perciò agli abitanti di Soverato convenne rifondare nuovamente il paese, piuttosto che recuperare la somma per ricostruire le case distrutte dal terremoto. Il nuovo centro venne fondato su una vicina collina chiamata Arizzone e prese il nome di Soverato Nuovo. Nonostante i gravissimi danni materiali, Suberatum subì solo una perdita umana su 303 abitanti.

### Dal terremoto fino a oggi

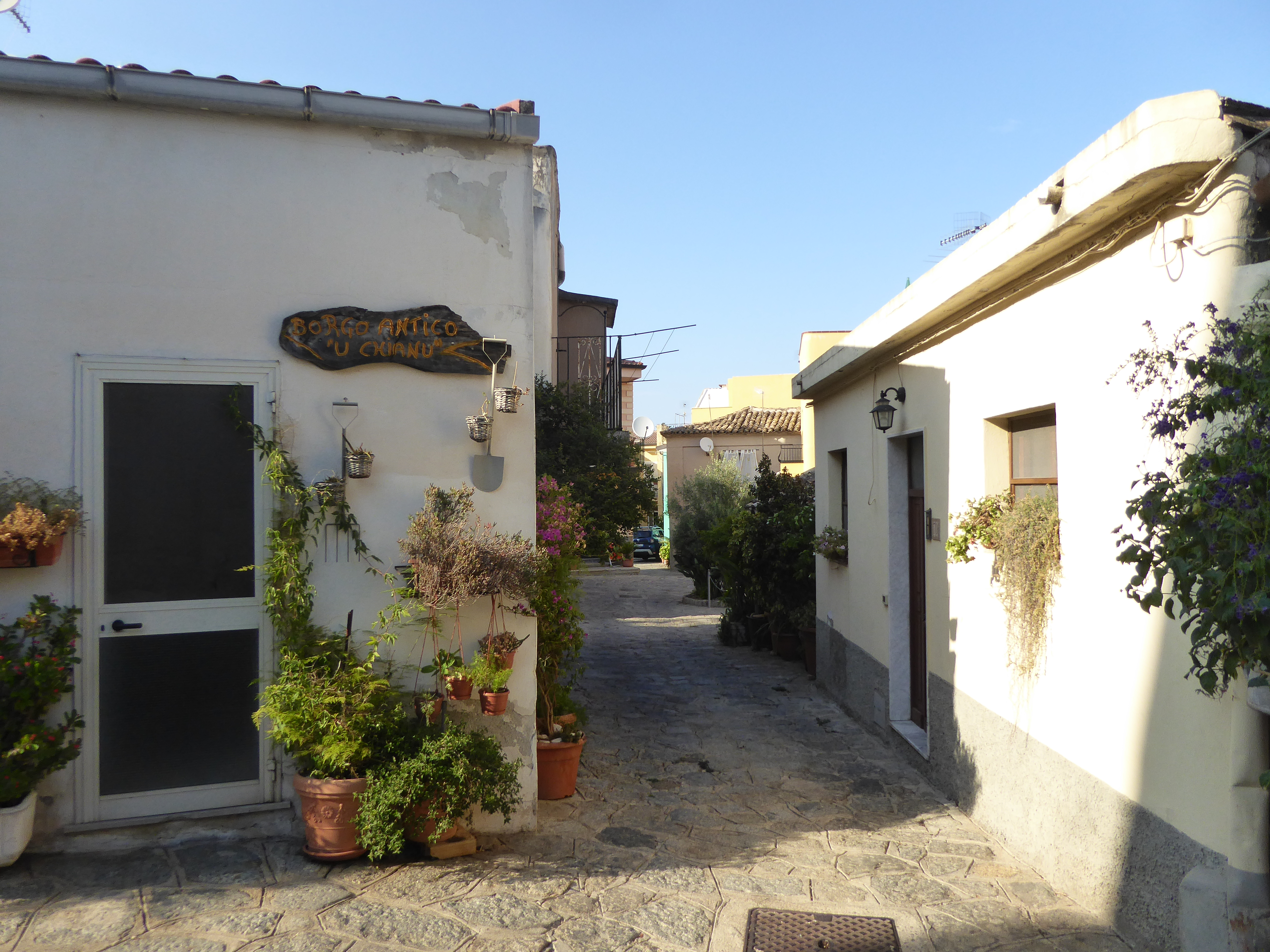
Primo nucleo settecentesco dell' attuale Soverato - U chjanu (agosto 2019)

Finita la costruzione del nuovo paese Soverato continuò ad espandersi ritornando anche sulla costa dove già nel XVIII secolo esisteva una piccola comunità di pescatori. Quest'area abitata dai pescatori, l'attuale Soverato Marina, risultava nei libri parrocchiali già dal '600 come Santa Maria di Poliporto o "Paleporto". Nell'Atlante geografico del Regno di Napoli delineato per ordine di Ferdinando IV re delle Due Sicilie & C. & C. da Gio. Antonio Rizzi-Zannoni geografo di Sua Maestà e terminato nel 1808, vengono riportate le località di Soverato diruto (l'attuale Soverato Antica) e Soverato Nuovo ; inoltre è presente una zona con iscrizione S.M., probabilmente riferendosi all'attuale Soverato Marina col nome di Santa Maria. Sempre nello stesso atlante è presente un certo Fortino di Paliporto, riferibile probabilmente alla Torre costiera di Carlo V o forse al castello oggi scomparso.
Fino al 1806, anno dell'eversione della feudalità ad opera dei francesi la città fu sotto l'amministrazione dei duchi di Petrizzi.
Lo sviluppo di Soverato avvenne dal 1875 in poi quando venne costruita la ferrovia della linea Taranto-Reggio Calabria e gli amministratori dell'epoca decisero di trasferire, nel 1881, la sede municipale da Soverato (Superiore) alla Marina.
A inizio '900 Soverato contava 1 100 abitanti e, durante il primo decennio dello stesso secolo, fu di passaggio dalla città il salesiano Michele Rua, primo successore di Don Bosco, che era in cerca di una terra per poter edificare una nuova opera Salesiana. Grazie alla baronessa Scoppa, la quale donò una delle sue terre, venne posta la prima pietra per la nuova opera Salesiana che vedrà la luce nel 1908, prima come Chiesa e in seguito come Istituto scolastico con indirizzo classico, diventando il più grande istituto Salesiano del Sud Italia per anni.
Durante la Seconda Guerra Mondiale, la città fu sede di una compagnia di fanteria della 212ª Divisione costiera del Regio Esercito e in località Santicelli sorse già da fine anni '30 un avamposto con cannoni di contraerea, probabilmente gestito dalla 21ª Legione MACA. A causa di queste presenze la città venne bombardata diverse volte dagli Squadroni Alleati NASAF.
Nel 1947, già piegata dal dopoguerra, fu scossa da un violento terremoto (con epicentro a Satriano) che rase quasi al suolo i paesi limitrofi, ma arreco non ingenti danni alla cittadina che riuscì a superare in poco tempo.
Fino a metà del XX secolo Soverato vide lo sviluppo di varie attività commerciali e piccole industrie nonché la nascita di campeggi e hotel, e quindi un incremento turistico, che le valse il nome di "Perla dello Ionio".
È stata dichiarata città dal presidente della Repubblica Giovanni Leone nel 1974.
La notte tra il 9 e il 10 settembre del 2000, una disastrosa alluvione colpì la parte nord di Soverato, facendo straripare il torrente Beltrame, distruggendo il Camping "Le Giare" e provocando 12 morti e 1 disperso.

### Simboli
(Descrizione Araldica dello Stemma)
Il gonfalone è un drappo di azzurro.

## Monumenti e luoghi d'interesse

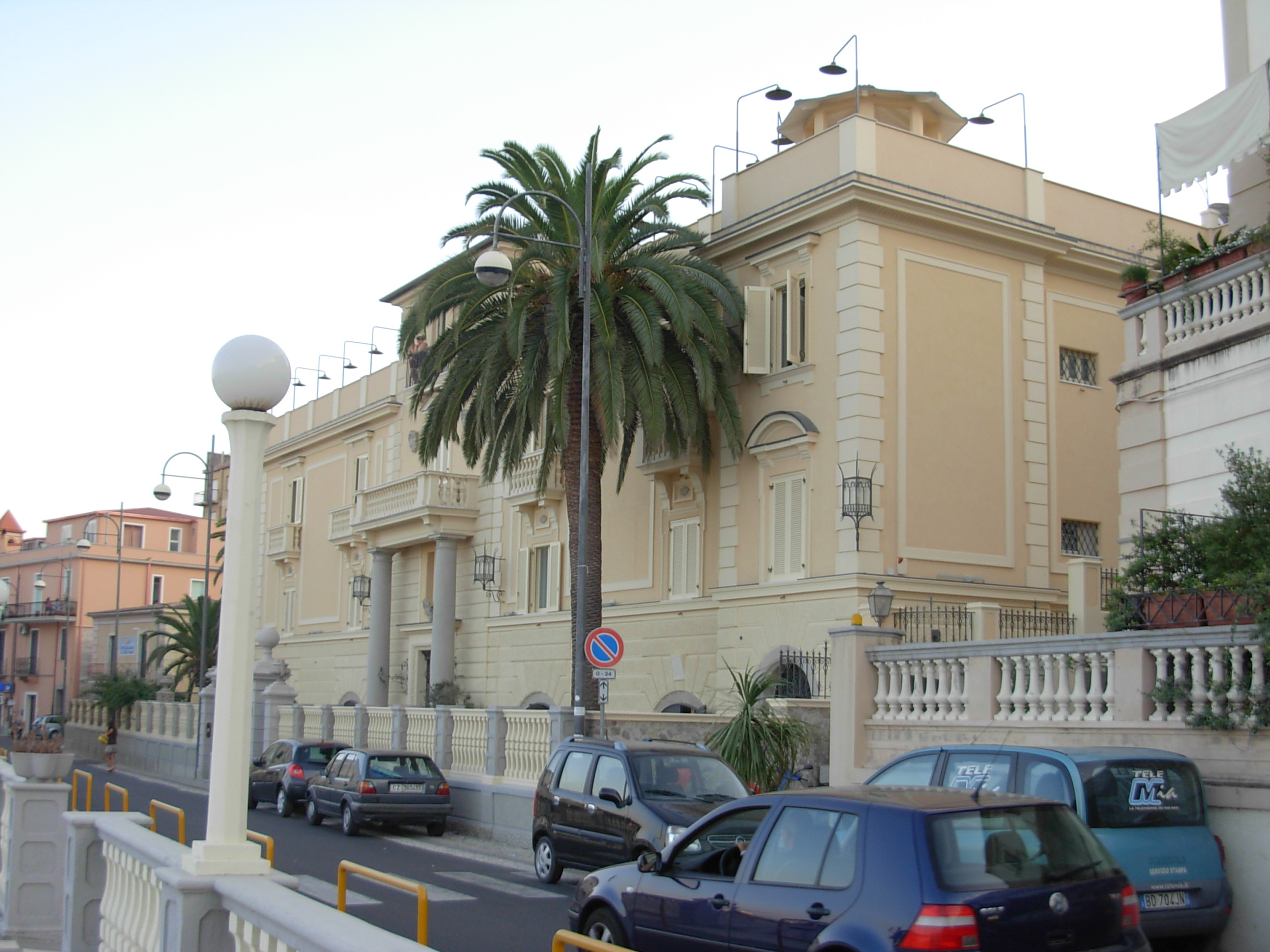
Palazzo Gregoraci

### Architetture militari
- La Torre di Carlo V o Torrazzo, è una torre di avvistamento eretta tra la fine del secolo XVII e i primi del seguente, per la difesa del Regno contro gli attacchi dei pirati. Si erge solitaria affacciata sul Mar Jonio, su di uno sperone a nord di Soverato, seppure ormai assediata da agglomerati urbani.
- Castello di Soverato - probabilmente un castello di epoca Moderna, ciò che ne rimane è stato conurbato all'interno di vari palazzi, in particolare tra Palazzo Corapi e Palazzo Gregoraci.

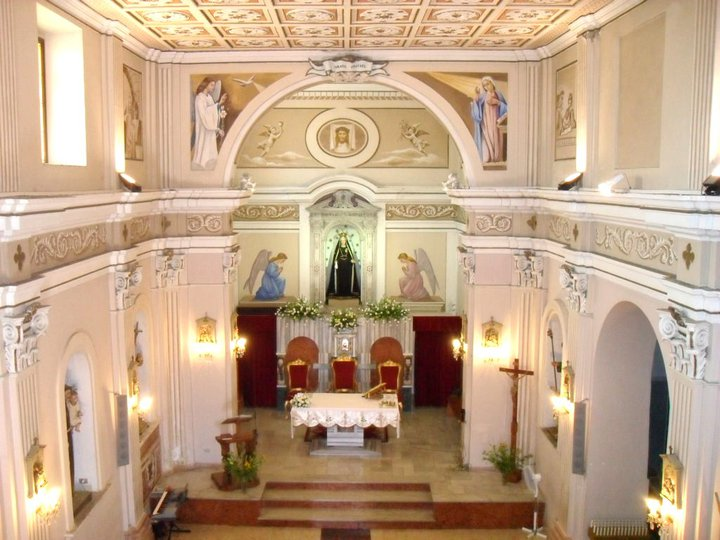
Chiesa Matrice di Soverato Superiore

### Architetture Religiose
- Duomo di Maria SS Addolorata - costruito dopo il terremoto del 1783, contiene al suo interno la famosa Pietà[32] dello scultore Antonello Gagini, gruppo marmoreo datato 1521.[33]
- Chiesa di Sant'Antonio di Padova - fondata nel 1908 dal beato Michele Rua fu progettata dall'ingegnere Salvatore Sciuto Patti (Catania, 1877 - Bologna, 1926) in stile neogotico.[34]
- Istituto Salesiano - progettato dall'ingegnere Alberto Bedarida (Mondovì, 1890 - Pentone, 1933) in stile razionalista.[35]
- Chiesa dell'Immacolata - costruita nel 1963 per volere della Curia Vescovile.
- Chiesa del Rosario - costruita agli inizi del XX secolo a opera della famiglia Marincola. la costruzione avvenne sopra l'antica chiesa dei pescatori di cui non rimane traccia, di probabile datazione al V secolo d.C..
- Chiesetta di Maria SS di Portosalvo (o dei pescatori) - costruita ex voto dalla famiglia Caminiti nel 1908.

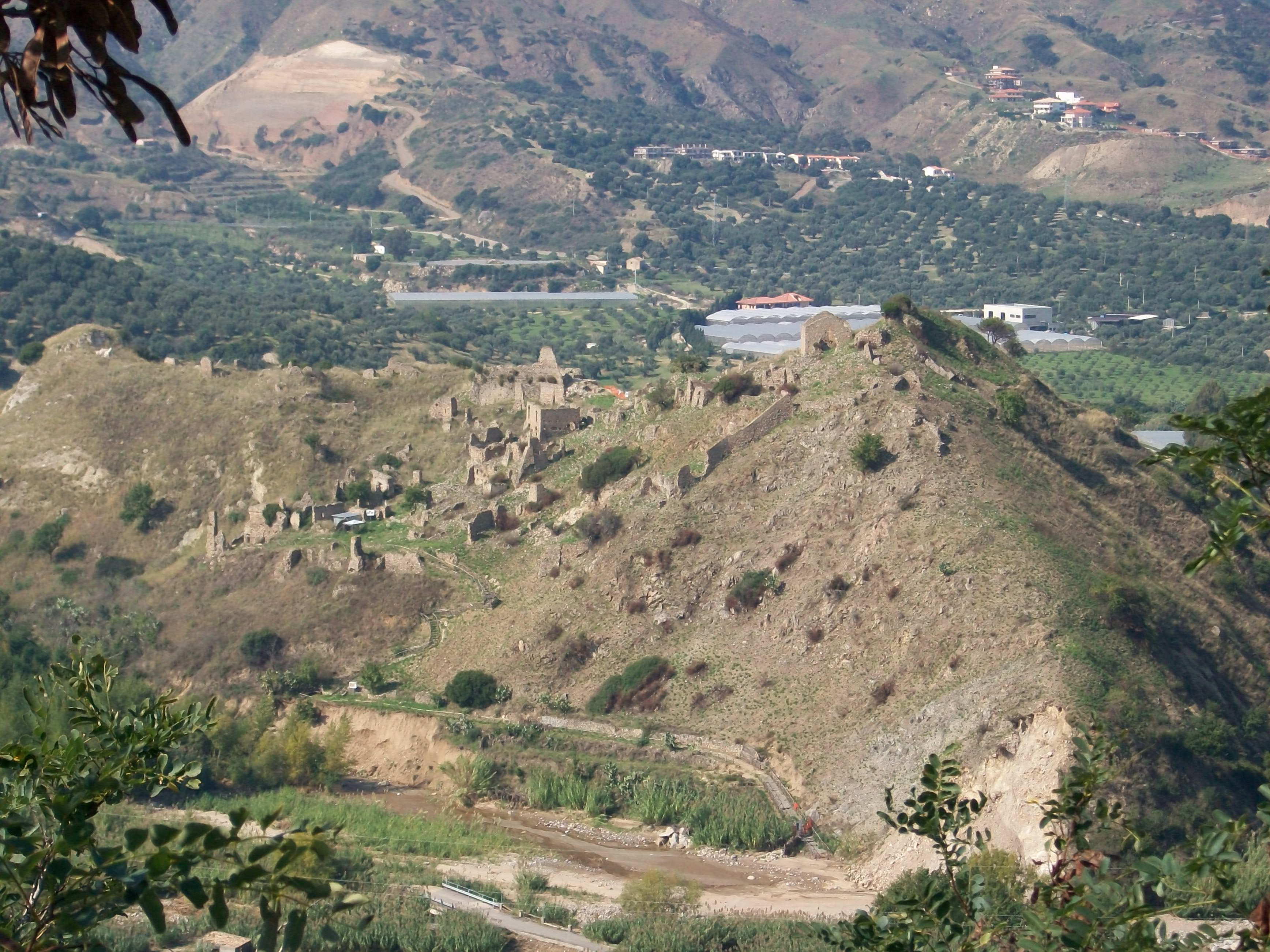
Area archeologica di Soverato Vecchia

### Siti archeologici
- Il sito archeologico di " Soverato Vecchia ": il vecchio centro cittadino distrutto dal terremoto del 1783, avvolto dalle colline limitrofe che guarda verso il mare.
- Zona archeologica di Poliporto: rovine di magazzini di epoca romana in località San Nicola.
- Le tombe Sicule

### Palazzi
- Palazzo Gregoraci
- Palazzo Alcaro
- Palazzo Corapi (ex Castello)
- Palazzi vari in stile Liberty su Corso Umberto

### Monumenti
- Monumento ai caduti di I e II Guerra Mondiale, a Soverato Superiore
- Monumento ai caduti della Folgore, via Trento e Trieste a Soverato Marina

### Giardini e parchi
- Giardino Botanico Santicelli, oasi naturalistica caratterizzata da piante esotiche e mediterranee.

### Aree protette
- Baia dell'Ippocampo, situata in un tratto di spiaggia della cittadina ionica. Sono presenti numerosi cavallucci marini (simbolo della città) che abitano i fondali.

## Società

### Evoluzione demografica
Abitanti censiti

### Tradizioni e folclore
- Riti legati alla settimana santa, in particolare la presa di Cristo all'orto, a Cumprunta e il Martedì di Galilea.
- Fiera della Galilea, storica fiera - lunedì e martedì dopo Pasqua.
- Fiera di S. Anna - fine del mese di luglio.
- Festa di Maria SS di Porto Salvo, protettrice dei marinai soveratesi - seconda domenica di agosto.
- Festa patronale di Maria SS Addolorata - terza domenica di settembre.

## Cultura

### Musei
- Museo didattico del mare[37]

- Museo della ferrovia jonica[38][39]
- Ecomuseo marino dell'ippocampo[40]
- Binario 21[41]

## Economia

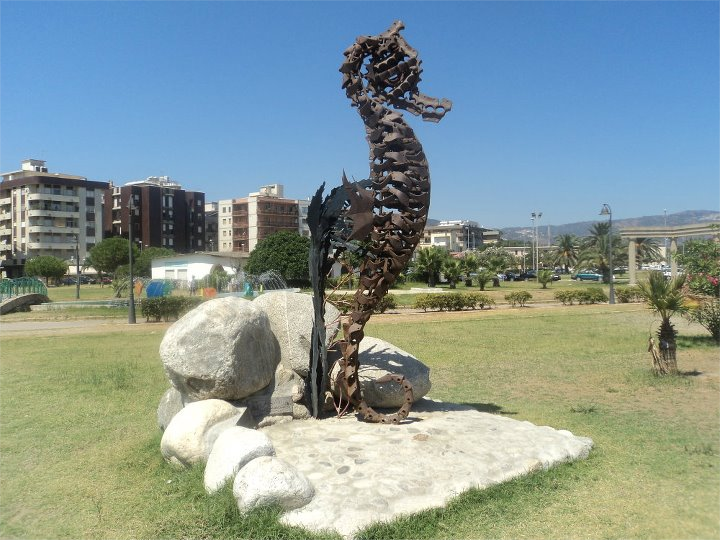
L'ippocampo, simbolo di Soverato

Soverato è il comune più ricco della Calabria (2019), con un reddito imponibile pro capite di 20 108 euro che lo pone davanti a Rende (19 577), Catanzaro (19 261) e Cosenza (19 187).
Il comune si fregia della Bandiera Blu, riconoscimento conferito dalla FEE alle migliori località costiere europee e della bandiera verde per le spiagge migliori per i bambini Soverato è conosciuta con l'appellativo turistico Perla dello Jonio.
Dal 2009, con decreto regionale, è stato istituito il Parco Marino " Baia di Soverato ", habitat naturale del cavalluccio marino.

## Infrastrutture e trasporti

### Strade
La città è servita dalla Strada statale 106 Jonica, dalla Strada statale 182 delle Serre Calabre e dalla Strada provinciale 124.

### Ferrovie

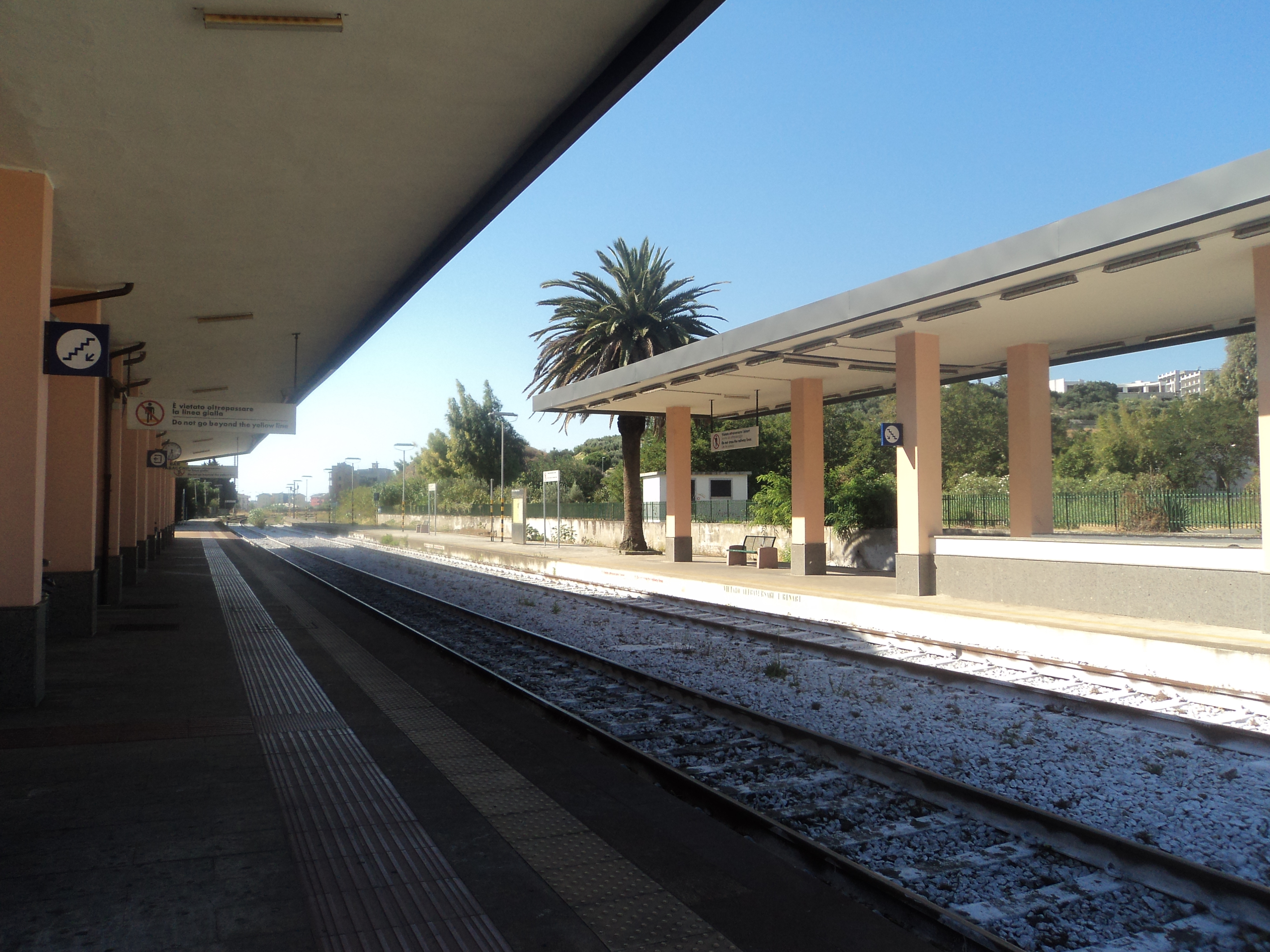
Stazione di Soverato

La città è servita dalla stazione ferroviaria di Soverato, inaugurata nel 1875, posta sulla ferrovia Jonica.Inoltre, dal 1923 al 1964 è stata capolinea della Ferrovia Soverato-Chiaravalle Centrale delle Ferrovie Calabro Lucane.

### Autolinee
La città dispone di un'autostazione che funge da capolinea delle Ferrovie della Calabria e di altre compagnie private.

## Amministrazione

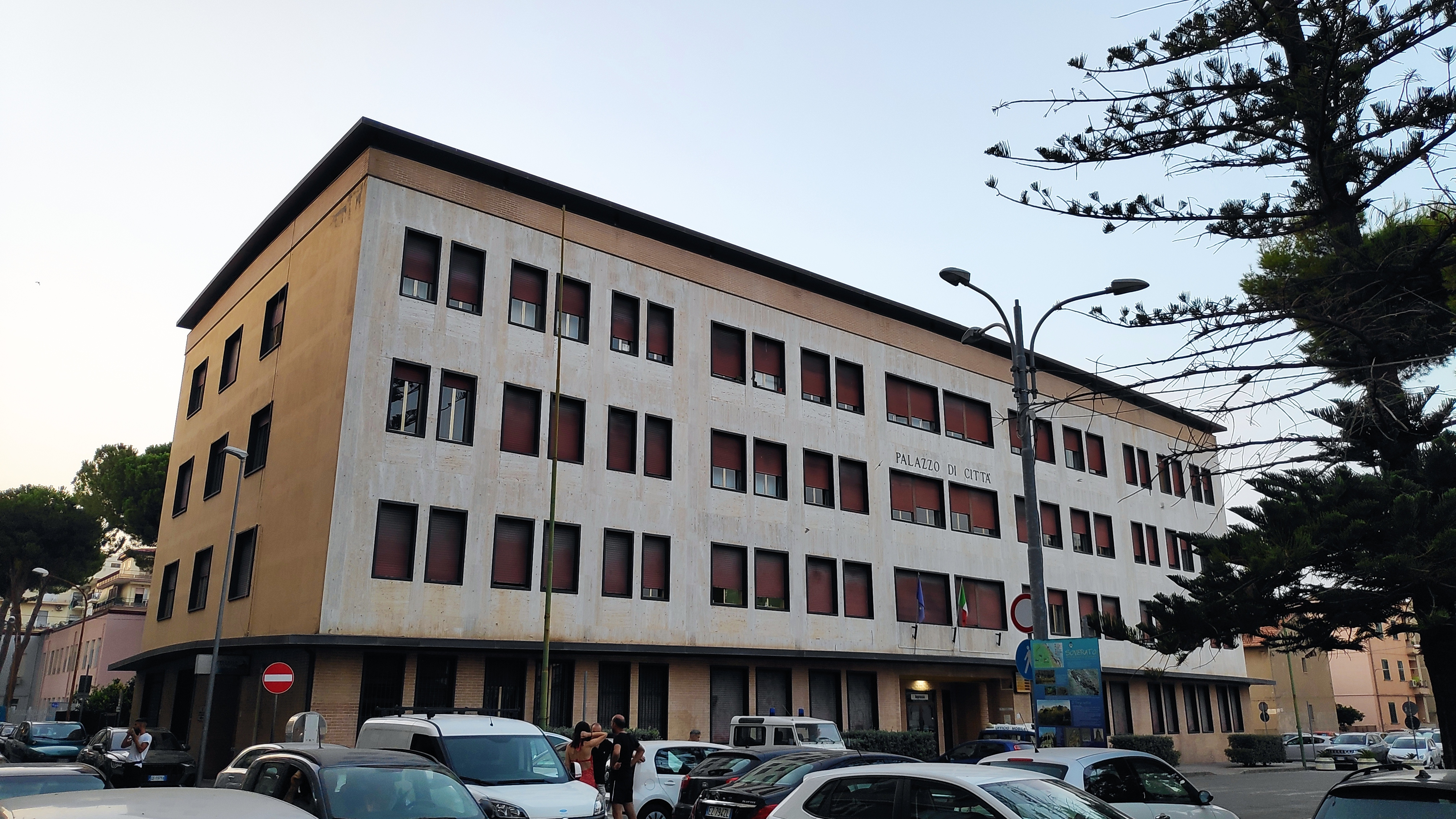
Palazzo di città - Municipio di Soverato (agosto 2021)

| Periodo           | Periodo           | Primo cittadino           | Partito                                           | Carica                          | Note |
| ----------------- | ----------------- | ------------------------- | ------------------------------------------------- | ------------------------------- | ---- |
| 6 giugno 1993     | 27 aprile 1997    | Giovanni Maria Calabretta | Partito Democratico della Sinistra                | sindaco                         |      |
| 27 aprile 1997    | 13 maggio 2001    | Giovanni Maria Calabretta | lista civica Indipendente                         | sindaco                         |      |
| 13 maggio 2001    | 29 maggio 2006    | Raffaele Giuseppe Mancini | lista civica di centro-destra                     | sindaco                         |      |
| 29 maggio 2006    | 16 maggio 2011    | Raffaele Mancini          | Casa delle Libertà                                | sindaco                         |      |
| 16 maggio 2011    | 6 giugno 2013     | Leonardo Taverniti        | Il Popolo della Libertà Unione di Centro          | sindaco                         |      |
| 6 giugno 2013     | 25 maggio 2014    |                           |                                                   | commissario straordinario       |      |
| 25 maggio 2014    | 17 novembre 2014  | Ernesto Francesco Alecci  | lista civica di centro-sinistra "Verso il Futuro" | sindaco                         |      |
| 17 novembre 2014  | 31 maggio 2015    |                           |                                                   | commissario straordinario       |      |
| 31 maggio 2015    | 21 settembre 2020 | Ernesto Francesco Alecci  | lista civica di centro-sinistra "Cambiamenti"     | sindaco                         |      |
| 21 settembre 2020 | novembre 2022     | Ernesto Francesco Alecci  | lista civica di centro-sinistra "Cambiamenti"     | sindaco                         |      |
| novembre 2022     | 12 giugno 2022    | Daniele Vacca             | lista civica di centro-sinistra "Cambiamenti"     | sindaco f.f. (facente funzioni) |      |
| 12 giugno 2022    | in carica         | Daniele Vacca             | lista civica di centro-sinistra "Cambiamenti"     | sindaco                         |      |

## Sport

### Volley
- Volley Soverato, società pallavolistica femminile ha militato nel campionato di Serie A2 dal 2010 al 2024, ad oggi non è iscritta a nessun campionato.

### Calcio
- A.S.D. Soverato Virtus 2001, fondata nel 2001, oggi presente con il solo settore giovanile.
- ASD.SC Sc Soverato Davoli, nata nel 2015 dalla fusione tra le squadre delle città di Soverato e Davoli, militante nel campionato di Prima Categoria.

#### Calcio a 5
- A.S.D. Blingink Soverato Calcio a 5, fondata nel 2019 e militante nel Campionato di B.
- Soverato Futsal, fondata nel 2021 e militante nel Campionato di Serie A2 (calcio a 5)

### Basket
- Nuovo Basket Soverato, squadra fondata nel 2003 e fino al 2012 e dal 2017 al 2019 militante nella categoria C silver ad oggi militante nella DR1 calabrese, gioca nel palascoppa di Soverato ma nell’anno della promozione in B interregionale nella stagione 2015/16 ha giocato nel palagallo di  Catanzaro